# Phyllagathis osmantha
Phyllagathis osmantha är en tvåhjärtbladig växtart som först beskrevs av Madhavan Parameswarau Nayar, och fick sitt nu gällande namn av Nicoletta Cellinese. Phyllagathis osmantha ingår i släktet Phyllagathis och familjen Melastomataceae. Inga underarter finns listade i Catalogue of Life.